# Mustapha Haida
Mustapha Haida (Marocco, 12 ottobre 1988) è un kickboxer e thaiboxer marocchino naturalizzato italiano.
È campione intercontinentale Wako Pro, Campione del Mondo ISKA, Campione del Mondo Venum Victory World Series, vincitore dei tornei Thaiboxmania ed Oktagon e vincitore in Fight Code.
In carriera ha affrontato avversari come Arnaldo Silva (POR) per un Titolo del Mondo Wako Pro e Chingiz Allazov nel 2015; ha vinto contro atleti di fama internazionale come L'olandese Andy SOUWER, detto "The Destroyer" (2014), Abdallah "La Panthère" MABEL (FR, 2015), Josè Barradas (POR), Julian Imeri (ALB), Hunkar Kilic (TUR), e guadagnato un pari con due minus point in Francia contro Wallid Haddad (ALG).
Nel 2012 disputa vincendo il primo Oktagon della sua carriera (avversartio Hunkar Kilic).
Dopo essersi infortunato ad un piede nell'incontro con Riccardo Lecca a Roma riesce nuovamente a disputare Oktagon 2013, ma l'infortunio non è guarito costringendo Haida a ritirarsi al termine della seconda ripresa con il match ancora in equilibrio.
Nel settembre 2013 affronta e batte per KO nell'ordine: Piergiulio Paolucci, Jaouad El Byari e Bogdan Stanciu, stavolta nel circuito SUPERKOMBAT di cui è entrato a far parte, superando i quarti di finale.
Dopo Oktagon 2014, dov'è sconfitto ai punti da Nicola Gallo, disputa un incontro in Francia per il Titolo del Mondo ISKA -78 kg contro Karim Ghajji, il 30 maggio 2014; tuttavia il titolo rimarrà al transalpino. Poco dopo arriva la chiamata al Kunlun Fight 7, importante torneo di K-1 al limite dei 70 kg organizzato in Cina, in cui affronta e batte il favorito del torneo, Andy "the destroyer" Souwer.
Pochi mesi dopo, il 21 settembre 2014 Haida si presenta a Macao per incontrare il bielorusso Zuev, che batte ai punti. Nelle fasi finali dell'incontro Haida si infortuna gravemente alla mano sinistra ed è costretto ad un lungo stop e a due interventi chirurgici. Zuev verrà ripescato dagli organizzatori e nell'ultima tappa del torneo, in Mongolia, batterà per KO Aikpracha e ai punti il vincitore dell'anno precedente, l'australiano Victor Nagbe.
Trascorsi sei mesi di cure per trovare una condizione accettabile per tornare sul ring, il 17 marzo 2015 Haida viene ingaggiato nuovamente in Cina, a Sanya, dove lo aspetta un evento in suo onore "Il ritorno del dragone volante", dove viene sconfitto ai punti dal bielorusso Chingiz Allazov.
Successivamente, Haida partecipa per la quarta volta consecutiva ad Oktagon, dove batte ai punti il coriaceo Pasquale Mangini, per poi disputare e vincere a Figline Valdarno il Titolo del Mondo ISKA Oriental Rules nella categoria -72,500 kg contro il francese Bernardou.
È questo il lasciapassare per il torneo Venum Victory World Series, che nel frattempo è approdato a Debrecen (Ungheria), dove Haida, il 22 agosto 2015, nella stessa serata elimina sia il padrone di casa Zsolt, che Abdallah Mabel, all'extraround.
Haida si aggiudica quindi la fase finale del torneo, il 28 novembre a Parigi e batte per KO alla prima ripresa il francese Kader El Kaamouchi e in finale ai punti Michael Krcmar, già vincitore della serata di Milano, ad Oktagon 2015, aggiudicandosi cintura e torneo.
Partecipa e vince contro Wang Yuhu nell'evento Thai boxe Mania gennaio 2016. 
Sempre nel 2016 Haida vince l'Oktagon Firenze contro l'atleta francese Johane Beausejour, confermandosi campione del mondo ISKA nei 72,5 kg. Nell'aprile 2017 vince Oktagon Torino, nel circuito statunitense Bellator Kick boxing, contro il campione tedesco Enriko "the Hurricane" Kehl , nonostante si sia infortunato nuovamente ad una mano.
Nel settembre 2018 infatti viene scelto insieme ad Armen e Giorgio Petrosyan per rappresentare l'Italia nel circuito ONE Championship di Singapore. In questo circuito combatte e vince solamente contro l'australiano 43 enne Daniel Dawson, perde contro il celebre olandese Nieky Holzken oltre che contro Regian Eersel, incontro valido per il titolo.
Nel maggio 2019 conferma per la terza volta il titolo ISKA nei 72,5 Kg vincendo per K.O. contro il  portoghese Eder Lopes, durante l'evento Oktagon 2019
Il 26 novembre 2022 torna sul ring, a Roma, nel co-main event di kickboxing e batte Christian Guiderdone. L'incontro era stato fissato a luglio, poi rimandato per un infortunio di Haida.